# Airdrieonians F.C.
Airdrieonians Football Club – szkocki zespół piłkarski z miasta Airdrie, założony w 2002 roku jako Airdrie United. W czerwcu 2013 zmienił nazwę na Airdrieonians FC nawiązując do tradycji klubu założonego w 1878 roku.